# Stenosfemuraia
Stenosfemuraia là một chi nhện trong họ Pholcidae.

## Các loài
Chi này có các loài sau:
- Stenosfemuraia cuadrata González-Sponga, 2005
- Stenosfemuraia parva González-Sponga, 1998
- Stenosfemuraia pilosa (González-Sponga, 2005)